# Африканский театр военных действий Первой мировой войны
Африканский театр военных действий Первой мировой войны — боевые действия во время Первой мировой войны, происходившие в Африке между войсками Германии и Антанты.
Африканский театр военных действий в Первой мировой войне включал в себя серию военных операций и сражений Великобритании, Бельгии и Португалии против Германии и Османской империи в различных регионах африканского континента. Конфликт в Африке, по сути, сосредоточился в трех основных регионах: Германская Восточная Африка (современные Танзания, Бурунди и Руанда), Германская Юго-Западная Африка (современная Намибия) и британские протектораты Египет и Судан. Война не ограничивалась операциями на суше. Военно-морской флот играл важную роль, особенно в прибрежных регионах Восточной Африки. Британский флот установил блокаду, которая не позволила немецким кораблям достичь африканского побережья, и отрезал им пути снабжения. Местное население было завербовано как Антантой, так и центральными державами для поддержки своих военных усилий.

## Общий ход боевых действий
В качестве одной из главных задач в войне страны Антанты ставили захват африканских колоний Германии — Того, Камеруна, Восточной Африки и Юго-Западной Африки. Все они были недавно приобретены Германией и слабо защищены. Ввиду полного господства Британского флота на море, с началом войны германские колонии оказались отрезанными от метрополии и не могли получать оттуда подкреплений и боеприпасов. Кроме того, они были со всех сторон окружены колониями, принадлежавшими их противникам — странам Антанты.
Маленькая колония Того была завоевана британскими и французскими войсками уже в августе 1914 года. Вторжение войск Южно-Африканского союза в Юго-Западную Африку задержалось из-за восстания буров, окончательно подавленного лишь к началу февраля 1915 года; уже в середине февраля южноафриканская армия начала наступление, а в июле 1915 года немецкие войска в Юго-Западной Африке сдались. В 1916 году прекратил сопротивление Камерун, из которого большинство защитников бежали в соседнюю Испанскую Гвинею.
Лишь в Восточной Африке немцам удалось оказать союзникам серьёзное сопротивление. Здесь бои шли в течение всей войны.

## Боевые действия в Восточной Африке
Командующим германскими колониальными войсками в Африке был полковник Пауль фон Леттов-Форбек. Под его командованием германские силы перешли границу германских и английских владений и вторглись на территорию британских владений. Германские войска захватили населённый пункт Тавету. Крупное сражение произошло 2-5 ноября 1914 года у города Танга на побережье Индийского океана. Англичане при поддержке двух крейсеров высадили 14 транспортов десанта, немцы располагали около 7000 человек. В этом сражении германские войска одержали победу, вынудив англичан покинуть берег. Леттов-Форбек начал партизанскую войну, основной целью которой были британские форты и железные дороги в Родезии и Кении.
После этого Леттов-Форбек ещё несколько раз побеждал британцев, например, у Яссина 18 января 1915 года. Главным источником пополнения для Леттов-Форбека служил набор добровольцев (всего он смог собрать около 12000 человек, в основном туземцев, но хорошо подготовленных и дисциплинированных).
Понимая, что Восточная Африка является второстепенным театром военных действий и не имеет особой стратегической важности, он всё же стремился сковать боевыми действиями в ней как можно большее число британских солдат, тем самым облегчая положение германской армии на Западном фронте. Избегая открытого столкновения с численно превосходящими британскими войсками, он начал партизанскую войну, основной целью которой были британские форты и железные дороги в Родезии и Кении.
В марте 1916 года британцы предприняли очередную попытку победить Леттов-Форбека, послав против него отряд под командованием Яна Смэтса (45000 человек, впоследствии усиленных подкреплениями), но знание местности и климата помогло Леттов-Форбеку продержаться длительное время, при этом нанеся британцам серьёзные потери (например, в бою у Махивы в октябре 1917 года он потерял 100 человек, а британцы 1600). Избегая столкновения с основными силами англичан, он совершил рейд в португальский Мозамбик, разгромив несколько португальских гарнизонов.
В августе 1918 года Леттов-Форбек вернулся в Германскую Восточную Африку, где продолжал боевые действия до тех пор, пока 14 ноября 1918 года не узнал из документов, найденных у военнопленного британца Гектора Кроуда о том, что между Германией и Антантой заключено перемирие. 23 ноября 1918 года армия Леттов-Форбека, к тому времени состоявшая из 30 германских офицеров, 125 германских унтер-офицеров и солдат и 1168 туземцев, капитулировала в Аберкорне (Северная Родезия).

## Завершение боевых действий в Африке
Германские войска оказались теснимы со всех сторон: к тому времени в Мозамбике высадились англичане. Войска Леттов-Форбека, избегая столкновения с их основными силами, нападали на португальские гарнизоны, а в августе 1918 года вернулись на германскую территорию.
К концу 1918 года германские войска вошли на территорию английской колонии Северная Родезия. Узнав о поражении Германии в войне, армия Леттов-Форбека, насчитывавшая к тому времени всего около 1400 человек, вынуждена была сложить оружие. Леттов-Форбек, так и не побеждённый ни в одном сражении, был встречен в Германии как герой.
Боевые действия в Африке не имели решающего значения в Первой мировой войне, однако продолжались на протяжении всей войны и, по современной оценке, унесли жизни около 100000 человек.
- Спуск германского флага в колонии и подъём французского. 1914
- Тяжёлое орудие британских колониальных войск «Длинный Том» завязло в песках. 1915
- Расстрел англичанами туземца за шпионаж. 1916
- Капитуляция армии Леттов-Форбека в Аберкорне (Северная Родезия). 1918

## Результаты
Война привела к изменениям в колониальных владениях европейских держав в Африке. Германия, имевшая несколько колоний в Африке, потеряла их в результате войны. Территории были разделены между победителями, прежде всего Великобританией и Францией. Это перераспределение территорий помогло перекроить колониальные границы в Африке. Более того, война оказала глубокое влияние на развитие африканского национализма и движений за независимость. Африканские солдаты, сражавшиеся на обеих сторонах, получили новые идеи и опыт, и многие вернулись домой с желанием самоопределения и независимости. Кроме того, конфликт привел к принудительной вербовке африканских рабочих, что усугубило существующую напряженность и посеяло семена для будущих националистических движений.
Война имела значительные экономические, социальные и политические последствия для Африки. Конфликт также оказал разрушительное воздействие на местное население, страдавшее от голода и болезней. Кроме того, война истощила африканские ресурсы, поскольку обе стороны конфисковали продовольствие, скот и другие припасы для своих военных действий.
После войны Лига Наций ввела систему мандатов и опеки для управления бывшими территориями Германии и Османской империи. В соответствии с этой системой европейские державы получили власть над этими территориями с обязательством подготовить их к самоуправлению. В Африке это привело к длительному колониальному правлению, хотя и под предлогом возможной независимости.